# Andrius Pojavis
Andrius Pojavis (Jurbarkas, 1983. november 25. –) litván énekes, gitáros, zeneszerző és szövegíró. Ő képviselte Litvániát a 2013-as Eurovíziós Dalfesztiválon Malmőben, a Something című dallal. Andrius a litván közszolgálati tévé által szervezett nemzeti döntő győzteseként érte a megtiszteltetés, hogy képviselhette hazáját a dalversenyen.
Jelenleg Olaszországban, Milánóban él feleségével és két gyermekével.

## Diszkográfia

### Albumok
- Eight (2013)

### Kislemezek
- Something (2012)

## Fordítás
- Ez a szócikk részben vagy egészben  az   Andrius Pojavis című angol Wikipédia-szócikk fordításán alapul.  Az eredeti cikk szerkesztőit annak laptörténete sorolja fel. Ez a jelzés csupán a megfogalmazás eredetét és a szerzői jogokat jelzi, nem szolgál a cikkben szereplő információk forrásmegjelöléseként.